# Batalla de Montjuèi
La batalla de Montjuèi va ocórrer a l'abril de 1211 durant la croada albigesa i va donar la victòria al comte Ramon Roger I de Foix sobre un exèrcit de croats format principalment per alemanys i frisons.

## Antecedents
Iniciada l'any 1209, la croada albigesa comença a fer-se internacional el 1211. Als croats del regne de França es van unir els cavallers que arribaven de diversos països europeus. Molts d'aquests soldats estaven sota les ordres d'un bisbe i lluitaven durant un temps determinat. L'abril de 1211, Simó de Montfort assetjava La Vaur, al comtat de Tolosa. A causa de la resistència obstinada de la ciutat, Simó té grans dificultats per fer capitular La Vaur i decideix demanar ajuda a un poderós exèrcit croat compost principalment per alemanys i alguns frisons que es trobava a Carcassona. Avisat de la vinguda d'aquests croats, Ramon Roger I de Foix decideix atacar-los però la seva tropa personal de cavallers no és prou poderosa per anorrear aquest exèrcit de croats. El comte de Foix decideix reclutar camperols per ampliar el seu exèrcit. Aquests camperols tenen poca formació i experiència en assumptes militars, però tenen una alta motivació perquè han anat patint la violència perpetrada pels croats, i aquesta és una oportunitat per venjar-se d'ells. Es decideix fer una emboscada, evitant així una batalla campal que hauria estat un suïcidi.

## Batalla
L'emboscada es munta en els boscos que voregen Montjuèi. El comte de Foix amb les seves tropes perfectament camuflades al bosc ataquen per sorpresa i amb violència als croats. En finalitzar la batalla tots els croats  van ser assassinats, ferits o fets presoners.

## Conseqüències
Tan cruel com els croats, Ramon Roger I de Foix va ordenar als seus soldats que tallessin les orelles i el nas a tots els presoners. Simó de Montfort va d'haver de continuar el setge de La Vaur sense aquests reforços.

## Homenatge
En Auvezines (un llogaret avui agregat al poble de Montjuèi), hi ha un monument en memòria de la batalla. Aquest és un dels pocs monuments de la croada albigesa (1209-1229). El 800è aniversari de la batalla es va celebrar el 9 d'abril de 2011, en presència de les autoritats civils i militars.